# Emilio Coello Cabrera
Emilio Coello Cabrera (Tenerife, Islas Canarias, 13 de octubre de 1964) es un compositor, director de orquesta y coro, Académico de las Bellas Artes de Canarias. Es uno de los compositores sinfónicos más activos dentro del panorama nacional e internacional.

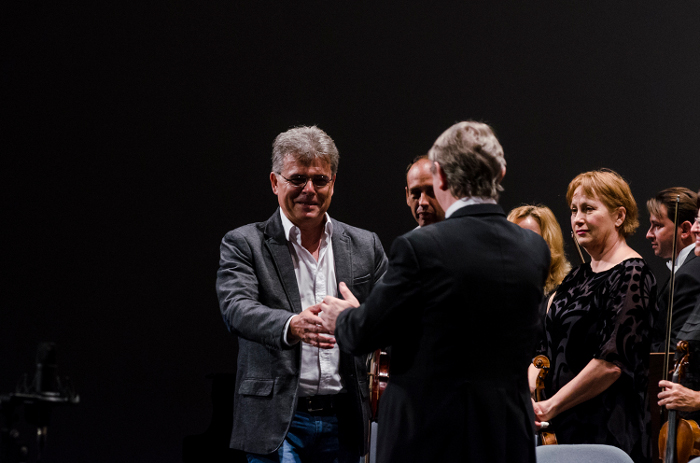
Emilio Coello en el estreno de su última obra eCaos.(2015).

## Biografía
Emilio Coello nace en Charco del Pino, Granadilla de Abona, Tenerife, Islas Canarias, España.
Comienza sus estudios de solfeo y clarinete en la banda municipal de música "Las Candelas” de la Villa de Candelaria con D. Abilio Alonso Otazo continuándolos posteriormente con D. Antonio Sosa Monsalve en el Conservatorio Superior de Música de Santa Cruz de Tenerife.
En 1984 traslada su expediente al Real Conservatorio Superior de Música de Madrid donde prosigue los estudios de clarinete, piano, dirección de orquesta y coro, armonía, contrapunto y fuga, composición y orquestación (Román Alis, García Abril), finalizando el grado superior con las más altas calificaciones. 
Se perfeccionó con los maestros compositores Román Alis, Javier Darias, Cristóbal Halfter, García Abril, Jorge Benjamin, Yizhak Sadai, Guy Reibel. Con medios Electroacústicos en el G.M.E (Gabinete de Música Electroacústica de Cuenca), con Brncic y, en Hungría, con Marco Stroppa, Andrea Szigetvári y David Waxman. En dirección de orquesta y coro estudió con García Asenso, Adrián Cobo y Adrianne Vinczeffy (Hungría).
Ha impartido cursos, conferencias y seminarios en diversas entidades educativas: Universidad Menéndez Pelayo, “Conversación sobre música". 
Festival Insónit, Escuela de Composición y Creación de Alcoy, Conservatorio Superior de Música de la Comunidad de Madrid en El Escorial, "Herramientas actuales para la composición electro-acústica". Escuela Municipal de Música y Danza de Alcobendas, Madrid. "El lenguaje musical como medio para la creación y la interpretación". Conservatorio Superior de Música de S/C de Tenerife y Asociación de compositores de las Palmas de Gran Canaria, "Axis Mundi". Encargo del Festival de Música de Canarias. Auditorio Teobaldo Power, La Orotava, S/C de Tenerife. "Altahay, Concierto para Timple y Orquesta". Universidad Autónoma de Madrid, "Desafíos en la Creación Musical Actual".
Ha formado parte de jurados sobre composición e interpretación: "XII concurso de composición de Alcoy" junto a prestigiosos compositores y directores como Tomás Marco, Liviu Danceanu y Barry Web, así como del CCMI, Centro Canario para la difusión de la Música Ibero-americana, con el desaparecido maestro Juan José Falcón Sanabria. "Concurso internacional Agustín Aponte" de cuerda y piano con José Luis Castillo y Jung Chul Choi. Becas de estudio del Ayuntamiento de Alcobendas y Fundación Telefónica 2014, entre otros.

## Estrenos
Sus obras han sido interpretadas en muchos países (Yugoslavia, Italia, Suiza, Austria, Hungría, Alemania, Rumanía, Estados Unidos, Venezuela, Brasil, etc) y por orquestas y agrupaciones tan significativas como: Hugarian Chamber Symphony (Hungría), Orquesta de la Universidad de Mannes (New York, EE. UU.), Orquesta de Cámara de San Antonio de Texas (EE. UU.), Sinfónica de Galicia, Sinfónica de Córdoba, Orquesta Nacional de Venezuela, Orquesta Sinfónica de Tenerife, Orquesta del Conservatorio Superior de Música de Canarias, Orquesta Sinfónica de la Comunidad de Madrid, Acheus Ensamble (Rumanía), entre muchas otras. 
Creaciones electroacústicas, adaptaciones sinfónicas y corales, música para medios audiovisuales, teatro infantil, teatro clásico y contemporáneo complementan su producción musical.
En marzo de 2001 estrenó en el auditorio Teobaldo Power y Teatro Guimerá la obra “Altahay”, el primer concierto sinfónico para Timple y Orquesta con Benito Cabrera (solista), Edmon Colomer (director) y la Orquesta Sinfónica de Tenerife.
El 15 de diciembre de 2001 estrenó en el "Romanian Atheneum Great Hall" de Bucarest "Spanish Music Europe". La interpretación estuvo a cargo del Archeus Orchestra dirigido por Liviu Danceanu.
El 6 de abril de 2003 estrenó en el "Concert Hall Mannes University" de Nueva York el concierto para trompeta y orquesta “Soul and Guaya”, homenaje a Vicent Penzarella, solista de la New York Philharmonic Orchestra y profesor de dicha universidad. La dirección estuvo a cargo de Per Brevin junto a la Orquesta Sinfónica del Concert Hall, en donde Antonio Martí actuó como solista.
El 24 de abril de 2003 estrenó en el Museo Atlántico de Arte Contemporáneo de las Palmas de Gran Canaria “Piano Wave I, II y III”, obra realizada por medios electroacústicos.
El 11 y 14 de febrero de 2004 se interpretó en el auditorio de Santa Cruz de Tenerife y en el Alfredo Kraus de Las Palmas de Gran Canaria la obra “Axis Mundi”, encargo para el XX Festival de Música de Canarias. Estuvo interpretado por Montserrat Bella (soprano), Antonio López (barítono) y la Orquesta Sinfónica de Galicia, bajo la dirección de Víctor Pablo Pérez.
El 4 de junio de 2004 la Orquesta Sinfónica de Córdoba interpretó “Altahay”, concierto para timple y Orquesta bajo la dirección de Gloria Isabel Ramos y Benito Cabrera, solista.
El 17 de noviembre de 2005 tuvo lugar el estreno de "Kanarische Pinselstriche”, obra de encargo para el "Konzerthaus" de Berlín en homenaje a los canarios muertos en los campos de concentración. Su interpretación corrió a cargo del Capriccio Streichquartett, Esther Ropón Klavier y Benito Cabrera (Timple).
El 23 de febrero de 2007 tuvo lugar una nueva interpretación de "Kanarische Pinselstriche" en el "Empire Theatre" de San Antonio (Texas), Estados Unidos. Orquesta de Cámara de la Sinfónica de San Antonio de Texas y Benito Cabrera (Timple).
El 14 de marzo de 2007 obtiene el "Premio a la Cultura 2007 Ciudad de Alcobendas”.
Entre el 19 y el 27 de noviembre de 2008 y bajo el patrocinio del Gobierno de Canarias a través de su Programa Septenio Canario, realizó una gira de conciertos por diversas ciudades europeas Zagreb, Liubliana, Venezia, Salzburg, Múnich, Berlín, Praga, Bratislava, Budapest, Vienna- con la "Hungarian Chamber Symphony Orchestra", dirigido por Alberto Roque Santana. Se interpretó su obra "Las Rosas de Hércules", con textos del poeta canario Tomás Morales. La voz solista fue interpretada por Alberto Feria (Bajo).
El 1 de febrero de 2009 estrenó "Misa de Conmemoración”, obra compuesta para solistas, coro y orquesta para celebrar los 50 años de la construcción de la Basílica de Nuestra Señora de la Candelaria (Tenerife). Esta obra fue interpretada por Candelaria González (Soprano), Candelaria Gil (Mezzosoprano), Carlos Javier Méndez (Tenor) y Jeroboam Tejera (Bajo), Coro Contemporáneo de Tenerife, Camerata Lacunensis y Coro Discanto-Per Musicam así como la Orquesta Sinfónica del Conservatorio Superior de Música de Canarias, siendo Maestro de Coros Antonio Abreu y dirigidos todos por el propio autor.
El 8 y 9 de mayo se interpretó nuevamente en la Iglesia de Santa María de Tres Cantos y La Catedral de la Almudena de Madrid respectivamente.
El 9 de abril de 2010 se realiza una nueva representación de las “Rosas de Hércules”. Lü Jia (director), Alberto Feria (bajo) y la OST -Orquesta Sinfónica de Tenerife-.
En junio de 2010 estrena en Weimar (Alemania) “Weimar”, obra para multi-percusión interpretada cuya interpretación estuvo a cargo de su hijo Alejandro Coello Calvo.
El 3 de septiembre de 2010 realizó la adaptación de «La Cantata del Mencey Loco». 
Sus versos forman parte del poema "La Tierra y la Raza" de Ramón Gil Roldán.  Fue interpretada por la Orquesta Sinfónica de Tenerife y Los Sabandeños bajo la dirección de Víctor Pablo Pérez y con narración de José Luis de Madariaga, evento que reunió a más de 25.000 personas. 
El 14 de julio de 2011 se hace una nueva representación en el auditorio de música de S/C de Tenerife, actuando como narrador Ernesto Rodríguez Abad. Se realizó un registro discográfico de la misma bajo el título "La huella del Guanche".
El 9 de agosto de 2012 fue pregonero de las Fiestas de la Virgen de Candelaria (patrona de las Islas Canarias).
12 de marzo de 2013 “ eCosmos” resultó del encargo para la conmemoración del Centenario del Cabildo de Tenerife (OST) dirigida por su director honorario Víctor Pablo Pérez.
5 y 6 de octubre de 2013. La Orquesta Sinfónica de Venezuela (OSV) interpretó junto a los Sabandeños “La Cantata del Mencey Loco” en el gran teatro Teresa Carreño
20 de junio de 2014. “Misa de Conmemoración” en la Katholische Kirche de Weimar, (Alemania) .Christian K. Frank dirigió al Chor des Instituts für Kirchenmusik dentro de la programación de la Hochschle Für Musik Franz Liszt.
En enero de 2014 recibe el encargo de las SGAE y AEOS  de la obra “eCaos”. Compuesta para Soprano y Orquesta. Fue interpretada el 10 de junio de 2015 a cargo de Candelaria González (Soprano) y la OST bajo la dirección de Víctor Pablo Pérez.
Su obra abarca composiciones corales, solos y de cámara, sinfónicos para orquesta y banda y, electroacústicas, así como música para medios audiovisuales, teatro infantil, teatro clásico y contemporáneo, destacando los trabajos realizados para la RESAD bajo la dirección de Charo Amador con obras de Rojas, Beckett, Durang, etc. Piezas que no figuran en textos anteriores.
El 8 de agosto de 2024 estrenó la ópera Chaxiraxi, que recuerda la leyenda de la aparición o hallazgo de la imagen de la Virgen de Candelaria (patrona de las Islas Canarias) entre los guanches.

## Premios
1995. “Premio Comunidad Autónoma de Madrid” por la obra de cámara: (Arba, Amiat, Sat). 
1996. “Primer premio de Composición Coral Ciudad de la Laguna" por la obra “Arrorró de mi tierra” del poeta canario Domingo J. Manrique.
1998. "Nominado a los premios MAX por la obra Aquí necesitamos desesperadamente una terapia". España.
1999. “Premio de composición del CCMI”. Centro Canario para la Música Iberoamericana- por la obra “Isla y Mujer” del poeta canario Pedro García Cabrera.
1999. “Premio -ex aequo- del VI concurso de Composición Coral de Ciudad de la Laguna" por la obra “Nana Triste” del poeta canario Emiliano Guillén Rodríguez.
2007. “Premio a la labor cultural. Ayuntamiento de Alcobendas". Madrid.
2012. 9 de agosto. “Pregón de las Fiestas de la Virgen de Candelaria” (Patrona de Canarias).